# Danh sách giải thưởng và đề cử của U2
Đây là toàn bộ danh sách các giải thưởng chính thức được trao cho U2 - một ban nhạc rock Ireland thành lập vào năm 1976, với các thành viên là Adam Clayton, Bono, The Edge và Larry Mullen. U2 từng là một trong những ban nhạc khuấy đảo cả thế giới  và đã giành được 22 giải Grammy, nhiều hơn bất kì ban nhạc hay nhóm nhạc nào khác.
U2 thành lập vào năm 1976 khi các thành viên còn khá trẻ tuổi và non nớt trong lĩnh vực âm nhạc. Tuy nhiên vào giữa thập niên 80, ban nhạc đã trở thành một cơn sốt toàn cầu. Ban nhạc nổi tiếng với âm thanh anthemic, giọng hát lôi cuốn của Bono và kỹ thuật chơi guitar điêu luyện của The Edge. Những thành công ban đầu đã góp phần tạo nên tên tuổi của họ. Kỷ lục bán chạy của album đầu tay The Joshua Tree (1987) là một mình chứng, đưa họ trở thành một ban nhạc ngôi sao.

## Giải thưởng Âm nhạc Mỹ(AMA)
Giải thưởng Âm nhạc Mỹ là giải thưởng được trao hàng năm. U2 đã giành được một AMA.
| Năm  | Giải thưởng         |
| ---- | ------------------- |
| 2002 | Internet Fans Award |

## Giải thưởng âm nhạc Billboard
Giải thưởng âm nhạc Billboard là một giải thưởng uy tín của tạp chí Billboard và được tổ chức vào tháng 12. The awards are based on sales data by Nielsen SoundScan and radio information by Nielsen Broadcast Data Systems. U2 đã nhận được 2 giải trong 3 lần đề cử.
| Năm  | Giải thưởng        | Kết quả   |
| ---- | ------------------ | --------- |
| 2005 | Top Touring Artist | Đoạt giải |
| 2005 | Top Draw           | Đoạt giải |
| 2005 | Top Boxscore       | Đoạt giải |
| 2009 | Top Boxscore       | Đoạt giải |
| 2010 | Top Touring Artist | Đoạt giải |
| 2010 | Top Draw           | Đoạt giải |
| 2011 | Top Duo/Group      | Đề cử     |
| 2011 | Top Touring Artist | Đoạt giải |
| 2011 | Top Draw           | Đoạt giải |
| 2012 | Top Touring Artist | Đoạt giải |

## Giải BRIT
Giải Brit là giải thưởng thường niên của Hội Công nghiệp ghi âm Anh. U2 đã thắng 7 giải BRIT.
| Năm  | Giải thưởng                         |
| ---- | ----------------------------------- |
| 1983 | Best Live Act (discretionary award) |
| 1988 | Best International Group            |
| 1989 | Best International Group            |
| 1990 | Best International Group            |
| 1998 | Best International Group            |
| 2001 | Best International Group            |
| 2001 | Outstanding Contribution To Music   |

## Giải Craig
Giải Craig là một giải thưởng tổ chức năm 2010. U2 mới chỉ thắng một giải.
| Năm  | Đề cử / Tác phẩm | Giải thưởng | Kết quả   |
| ---- | ---------------- | ----------- | --------- |
| 2010 | U2 360° Tour     | Best Tour   | Đoạt giải |

## Giải Grammy
Họ đã thắng tổng cộng 22 giải Grammy. Giải Grammy thường niên được trao bởi Hiệp Hội Hàn Lâm Thu Âm Hoa Kỳ. Cho tới hiện tại, U2 đang sánh ngang với Stevie Wonder với việc giành được nhiều chiến thắng nhất từ các lần đề cử: 22 giải sau 47 lần đề cử. Họ đã thắng giải Grammy cho Trình diễn Song ca / Nhóm nhạc Rock xuất sắc nhất 7 lần, cùng với đó là các hạng mục chính với Giải Grammy cho Album của năm, Thu âm của năm, Bài hát của năm mỗi giải 2 lần.
| Năm  | Đề cử cho                                    | Giải thưởng                                         | Kết quả   |
| ---- | -------------------------------------------- | --------------------------------------------------- | --------- |
| 1988 | The Joshua Tree                              | Album của năm                                       | Đoạt giải |
| 1988 | The Joshua Tree                              | Trình diễn Song ca/ Nhóm nhạc Rock xuất sắc nhất    | Đoạt giải |
| 1988 | "I Still Haven't Found What I'm Looking For" | Thu âm của năm                                      | Đề cử     |
| 1988 | "I Still Haven't Found What I'm Looking For" | Bài hát của năm                                     | Đề cử     |
| 1989 | "Desire"                                     | Trình diễn Song ca/ Nhóm nhạc Rock xuât sắc nhất    | Đề cử     |
| 1989 | "Where the Streets Have No Name"             | Trình diễn MV ca nhạc xuất sắc nhất                 | Đề cử     |
| 1990 | Rattle and Hum                               | Trình diễn Song ca/ Nhóm nhạc Rock xuất sắc nhất    | Đề cử     |
| 1990 | "When Love Comes to Town" (với B. B. King)   | Trình diễn Song ca/ Nhóm nhạc Rock xuất sắc nhất    | Đề cử     |
| 1990 | "When Love Comes to Town" (với B. B. King)   | Ca khúc nhạc phim hay nhất                          | Đề cử     |
| 1993 | Achtung Baby                                 | Album của năm                                       | Đề cử     |
| 1993 | Achtung Baby                                 | Trình diễn Song ca/ Nhóm nhạc Rock xuất sắc nhất    | Đề cử     |
| 1994 | Zooropa                                      | Album Alternative xuất sắc nhất                     | Đoạt giải |
| 1995 | Zoo TV: Live from Sydney                     | MV ca nhạc hình thái dài xuất sắc nhất              | Đề cử     |
| 1996 | "Hold Me, Thrill Me, Kiss Me, Kill Me"       | Trình diễn Song ca/ Nhóm nhạc Rock xuất sắc nhất    | Đề cử     |
| 1996 | "Hold Me, Thrill Me, Kiss Me, Kill Me"       | Bài hát Rock hay nhất                               | Đề cử     |
| 1998 | Pop                                          | Album Rock xuất sắc nhất                            | Đề cử     |
| 2000 | PopMart: Live from Mexico City               | MV ca nhạc hình thái dài xuất sắc nhất              | Đề cử     |
| 2001 | "Beautiful Day"                              | Trình diễn Song ca/ Nhóm nhạc Rock xuất sắc nhất    | Đoạt giải |
| 2001 | "Beautiful Day"                              | Bài hát của năm                                     | Đoạt giải |
| 2001 | "Beautiful Day"                              | Thu âm của năm                                      | Đoạt giải |
| 2002 | All That You Can't Leave Behind              | Album của năm                                       | Đề cử     |
| 2002 | All That You Can't Leave Behind              | Album Rock xuất sắc nhất                            | Đoạt giải |
| 2002 | "Elevation"                                  | Trình diễn Song ca/ Nhóm nhạc Rock xuất sắc nhất    | Đoạt giải |
| 2002 | "Elevation"                                  | Bài hát Rock hay nhất                               | Đề cử     |
| 2002 | "Stuck in a Moment You Can't Get Out Of"     | Bài hát của năm                                     | Đoạt giải |
| 2002 | "Stuck in a Moment You Can't Get Out Of"     | Trình diễn Song ca/ Nhóm nhạc Rock xuất sắc nhất    | Đoạt giải |
| 2002 | "Walk On"                                    | Thu âm của năm                                      | Đoạt giải |
| 2002 | "Walk On"                                    | Bài hát Rock hay nhất                               | Đoạt giải |
| 2003 | "Walk On"                                    | Trình diễn Song ca/ Nhóm nhạc Rock xuất sắc nhất    | Đề cử     |
| 2004 | "The Hands That Built America"               | Ca khúc nhạc phim hay nhất                          | Đề cử     |
| 2005 | "Vertigo"                                    | MV ca nhạc hình thái ngắn xuất sắc nhất             | Đoạt giải |
| 2005 | "Vertigo"                                    | Bài hát Rock hay nhất                               | Đoạt giải |
| 2005 | "Vertigo"                                    | Trình diễn Song ca/ Nhóm nhạc Rock xuất sắc nhất    | Đoạt giải |
| 2006 | How to Dismantle an Atomic Bomb              | Album of the Year                                   | Đoạt giải |
| 2006 | "Sometimes You Can't Make It on Your Own"    | Song of the Year                                    | Đoạt giải |
| 2006 | "Sometimes You Can't Make It on Your Own"    | Best Rock Performance by a Duo or Group with Vocals | Đoạt giải |
| 2006 | "City of Blinding Lights"                    | Best Rock Song                                      | Đoạt giải |
| 2006 | How to Dismantle an Atomic Bomb              | Best Rock Album                                     | Đoạt giải |
| 2007 | "One" (with Mary J. Blige)                   | Best Pop Collaboration with Vocals                  | Đề cử     |
| 2007 | The Saints Are Coming (with Green Day)       | Best Rock Performance by a Duo or Group with Vocals | Đề cử     |
| 2008 | "Window in the Skies"                        | Trình diễn Song ca/ Nhóm nhạc Rock xuất sắc nhất    | Đề cử     |
| 2008 | "Instant Karma!"                             | Trình diễn Song ca/ Nhóm nhạc Rock xuất sắc nhất    | Đề cử     |
| 2010 | "I'll Go Crazy If I Don't Go Crazy Tonight"  | Trình diễn Song ca/ Nhóm nhạc Rock xuất sắc nhất    | Đề cử     |
| 2010 | "I'll Go Crazy If I Don't Go Crazy Tonight"  | Bài hát Rock hay nhất                               | Đoạt giải |
| 2010 | No Line on the Horizon                       | Album Rock xuất sắc nhất                            | Đoạt giải |
| 2013 | From the Sky Down                            | Best Long Form Music Video                          | Đề cử     |
| 2015 | Songs of Innocence                           | Album Rock xuất sắc nhất                            | Đề cử     |

## Golden Globe Awards
The Golden Globes are awarded annually by the Hollywood Foreign Press Association. U2 was nominated five times for Best Original Song: Their song "Stay (Faraway, So Close!)" from the Wim Wenders film Faraway, So Close! was nominated in 1994, but lost against Bruce Springsteen's "Streets of Philadelphia". For "Hold Me, Thrill Me, Kiss Me, Kill Me" from Batman Forever, they were nominated again in 1996, but again no win (losing to: "Colors of the Wind" by Vanessa Williams). Finally, in 2003, they received the award for "The Hands That Built America", which appeared in Gangs of New York. In 2010 their song "Winter" for the film Brothers was also nominated but lost against the song "The Weary Kind" by Ryan Bingham for Crazy Heart. The Edge of U2 described how the band plans to celebrate the nomination. "I think we might have a pint of Guinness in honor of (director) Jim (Sheridan) and his great piece of work. In 2014, "Ordinary Love" won the Golden Globe Award for Best Original Song.
| Year | Giải               | Work                                   | Result    |
| ---- | ------------------ | -------------------------------------- | --------- |
| 1994 | Best Original Song | "Stay (Faraway, So Close!)"            | Đề cử     |
| 1996 | Best Original Song | "Hold Me, Thrill Me, Kiss Me, Kill Me" | Đề cử     |
| 2003 | Best Original Song | "The Hands That Built America"         | Đoạt giải |
| 2010 | Best Original Song | "Winter"                               | Đề cử     |
| 2014 | Best Original Song | "Ordinary Love"                        | Đoạt giải |

## Meteor Music Awards
The Meteor Music Awards have been awarded annually by Meteor since 2001. U2 have been nominated many times and have won 15 Meteor Awards. Below is a list of all The Meteor Awards U2 have won.
| Year | Giải                                                 | Work                            |
| ---- | ---------------------------------------------------- | ------------------------------- |
| 2001 | Best Irish Band                                      |                                 |
| 2001 | Best Irish Rock Group Album                          | All That You Can't Leave Behind |
| 2001 | Best Irish Songwriter (awarded to Bono and The Edge) |                                 |
| 2002 | Best Irish Rock Band                                 |                                 |
| 2002 | Best Irish Rock Album                                | All That You Can't Leave Behind |
| 2002 | Best Irish Rock Single                               | "Walk On"                       |
| 2002 | Best Irish Video                                     | "Elevation"                     |
| 2002 | Best Irish Live Performance                          |                                 |
| 2002 | Best Irish Songwriter (awarded to Bono)              |                                 |
| 2002 | Best Irish Musician (awarded to The Edge)            |                                 |
| 2003 | Best Group                                           |                                 |
| 2003 | Humanitarian Award (awarded to Bono)                 |                                 |
| 2006 | Best Irish Band                                      |                                 |
| 2006 | Best Irish Album                                     | How to Dismantle an Atomic Bomb |
| 2006 | Best Live Performance                                | Their performance at Croke Park |

## MTV Video Music Awards
The MTV Video Music Awards are awarded annually by MTV. U2 have won 6 VMAs.
| Year | Work                                         | Giải                                        | Kết quả   |
| ---- | -------------------------------------------- | ------------------------------------------- | --------- |
| 1985 | "Pride (In the Name of Love)"                | Best Group Video                            | Đề cử     |
| 1987 | "With or Without You"                        | Viewer's Choice                             | Đoạt giải |
| 1987 | "With or Without You"                        | Video of the Year                           | Đề cử     |
| 1987 | "With or Without You"                        | Best Group Video                            | Đề cử     |
| 1987 | "With or Without You"                        | Best Overall Performance in a Video         | Đề cử     |
| 1987 | "With or Without You"                        | Best Direction in a Video                   | Đề cử     |
| 1987 | "With or Without You"                        | Best Editing in a Video                     | Đề cử     |
| 1987 | "With or Without You"                        | Best Cinematography in a Video              | Đề cử     |
| 1988 | "I Still Haven't Found What I'm Looking For" | Video of the Year                           | Đề cử     |
| 1988 | "I Still Haven't Found What I'm Looking For" | Best Group Video                            | Đề cử     |
| 1988 | "I Still Haven't Found What I'm Looking For" | Best Concept Video                          | Đề cử     |
| 1988 | "I Still Haven't Found What I'm Looking For" | Viewer's Choice                             | Đề cử     |
| 1988 | "Where the Streets Have No Name"             | Video of the Year                           | Đề cử     |
| 1988 | "Where the Streets Have No Name"             | Best Group Video                            | Đề cử     |
| 1988 | "Where the Streets Have No Name"             | Best Stage Performance in a Video           | Đề cử     |
| 1988 | "Where the Streets Have No Name"             | Viewer's Choice                             | Đề cử     |
| 1989 | "When Love Comes to Town"                    | Best Video from a Film                      | Đoạt giải |
| 1992 | "Even Better Than the Real Thing"            | Best Group Video                            | Đoạt giải |
| 1992 | "Even Better Than the Real Thing"            | Best Special Effects in a Video             | Đoạt giải |
| 1992 | "Even Better Than the Real Thing"            | Best Editing in a Video                     | Đề cử     |
| 1994 | "Stay (Faraway, So Close!)"                  | International Viewer's Choice — MTV Europe  | Đề cử     |
| 1995 | "Hold Me, Thrill Me, Kiss Me, Kill Me"       | International Viewer's Choice — MTV Europe  | Đoạt giải |
| 1995 | "Hold Me, Thrill Me, Kiss Me, Kill Me"       | Best Video from a Film                      | Đề cử     |
| 2001 | N/A                                          | Video Vanguard Award                        | Đoạt giải |
| 2001 | "Beautiful Day"                              | Video of the Year                           | Đề cử     |
| 2001 | "Elevation (Tomb Raider Mix)"                | Best Group Video                            | Đề cử     |
| 2001 | "Elevation (Tomb Raider Mix)"                | Best Video from a Film                      | Đề cử     |
| 2001 | "Elevation (Tomb Raider Mix)"                | Best Special Effects in a Video             | Đề cử     |
| 2001 | "Elevation (Tomb Raider Mix)"                | Best Editing in a Video                     | Đề cử     |
| 2005 | "Vertigo"                                    | Best Group Video                            | Đề cử     |
| 2005 | "Vertigo"                                    | Breakthrough Video                          | Đề cử     |
| 2005 | "Vertigo"                                    | Best Direction in a Video                   | Đề cử     |
| 2005 | "Vertigo"                                    | Best Special Effects in a Video             | Đề cử     |
| 2005 | "Vertigo"                                    | Best Cinematography in a Video              | Đề cử     |
| 2006 | "Original of the Species"                    | Best Special Effects in a Video             | Đề cử     |
| 2006 | "Original of the Species"                    | Best Editing in a Video                     | Đề cử     |
| 2007 | "The Saints Are Coming"                      | Most Earthshattering Collaboration          | Đề cử     |
| 2009 | "Where the Streets Have No Name"             | Best Video (That Should Have Won a Moonman) | Đề cử     |

## Q Awards
The Q Awards are awarded annually by Q magazine. U2 have won 10 Q Awards. Below are all the Q Awards U2 have won.
| Year | Giải                                                  | 1990 | Best Act in the World Today |
| 1991 | Best Act in the World Today                           |      |                             |
| 1992 | Best Act in the World Today                           |      |                             |
| 1993 | Best Act in the World Today                           |      |                             |
| 1994 | Merit Award                                           |      |                             |
| 1996 | Q Inspiration Award                                   |      |                             |
| 2004 | Q Icon                                                |      |                             |
| 2005 | Best Live Act                                         |      |                             |
| 2006 | The Q Innovation In Sound Award (awarded to The Edge) |      |                             |
| 2006 | The Q Award of Awards                                 |      |                             |
| 2011 | Greatest Act of the Last 25 Years                     |      |                             |

## Peoples Choice Awards
| Year | Giải                           | Kết quả   |
| ---- | ------------------------------ | --------- |
| 2005 | Favorite Musical Group or Band | Đoạt giải |
| 2006 | Favorite Tour Artist           | Đoạt giải |
| 2012 | Favorite Tour Headliner        | Đề cử     |

## Pollstar Concert Industry Awards
| Year | Giải                                                |
| ---- | --------------------------------------------------- |
| 1987 | Major Tour of the Year                              |
| 1992 | Most Creative Stage Production                      |
| 2001 | Major Tour of the Year                              |
| 2001 | Most Creative Stage Production                      |
| 2001 | Personal Manager of the Year (Paul McGuinness - U2) |
| 2001 | Road Warrior of the Year (Jake Berry - U2)          |
| 2005 | Major Tour of the Year                              |
| 2005 | Most Creative Stage Production                      |
| 2005 | Road Warrior of the Year (Jake Berry - U2)          |
| 2009 | Major Tour of the Year                              |
| 2009 | Most Creative Stage Production                      |
| 2009 | Road Warrior of the Year (Jake Berry - U2)          |

## Premios 40 Principales
| Năm  | Đề cử / Tác phẩm | Giải thưởng                       | Kết quả   |
| ---- | ---------------- | --------------------------------- | --------- |
| 2009 | U2 360° Tour     | Trình diễn hòa nhạc xuất sắc nhất | Đoạt giải |

## Other awards
| Year        | Giải                                                |
| ----------- | --------------------------------------------------- |
| Juno Awards |                                                     |
| 1989        | International Entertainer of the Year               |
| 1993        | International Entertainer of the Year               |
| 2002        | Jack Richardson Best Producer Award (Daniel Lanois) |
| NME Awards  |                                                     |
| 2001        | Best Rock Act                                       |
| 2001        | Godlike Genius                                      |
| 2002        | Best Live Act                                       |

In 1989 and 1993, U2 won Juno Awards for International Entertainer of the Year, and subsequently, producer Daniel Lanois won the Jack Richardson Best Producer Award for the production of "Beautiful Day" and "Elevation". In 1992, U2 won No. 1 Album Tracks Artist at the Billboard Music Awards for "Mysterious Ways". In 2001, they received both the NME Award for "Godlike Genius" and "Best Rock Act". The following year, they received the award for "Best Live Act". In 2003 they received both the Golden Globe Award and Las Vegas Film Critics Society Award for Best Song for "The Hands That Built America", which appeared in Gangs of New York. The following year they won Favorite Group at the People's Choice Awards. In 2005 the band was inducted into the Cleveland-based Rock and Roll Hall of Fame.